# Polizeipräsidium (Dresden)

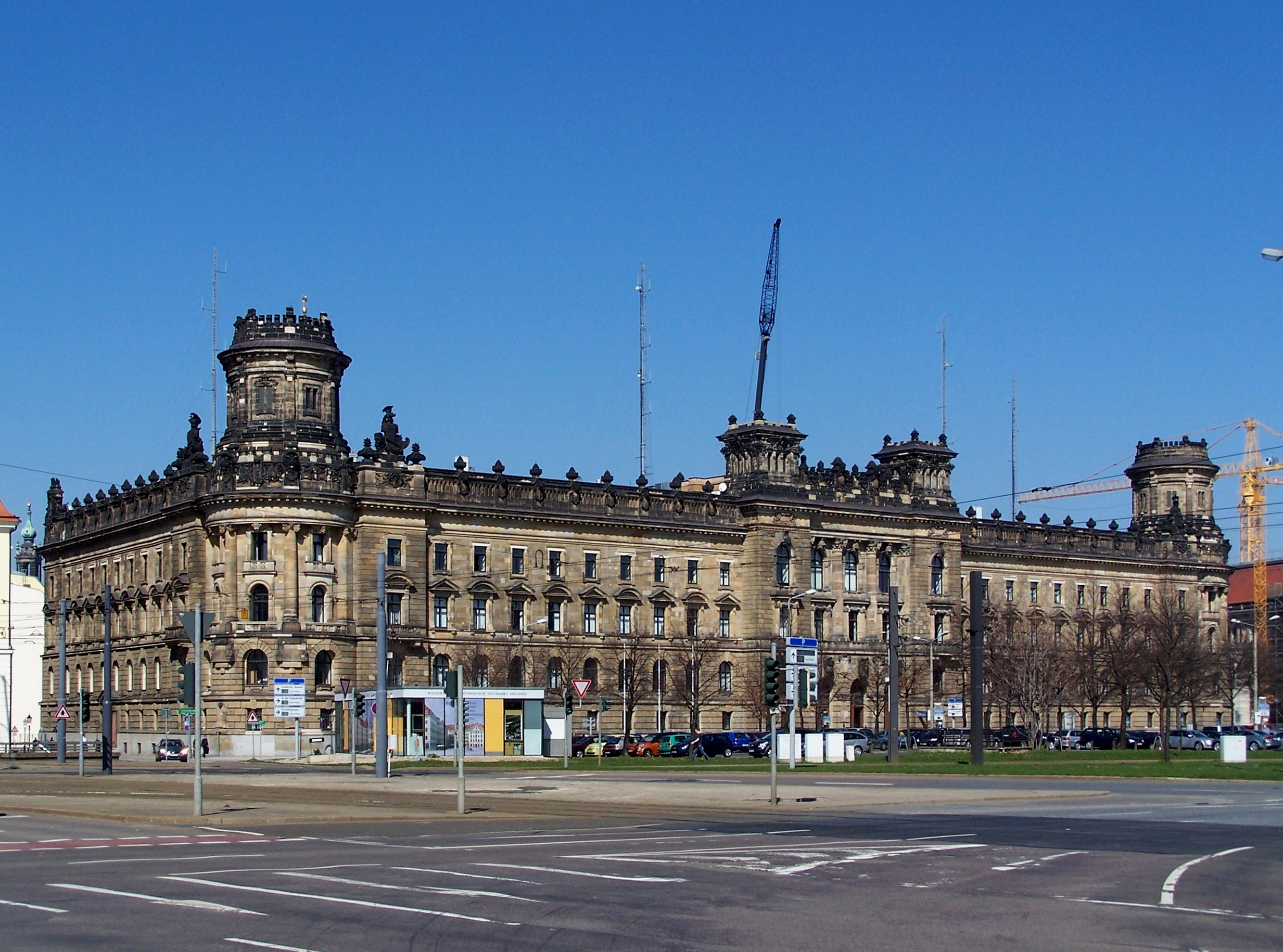
Polizeipräsidium, vom Pirnaischen Platz gesehen

Das Polizeipräsidium in Dresden entstand von 1895 bis 1900 für das Königlich Sächsische Polizeipräsidium, Architekt des Bauwerks war der staatliche Baubeamte Julius Temper. Es ist neben dem Landhaus, dem historischen Tagungsgebäude des sächsischen Landstandes, ein prägendes Gebäude am Pirnaischen Platz. Es entstand dort als das einzige Gebäude der staatlichen Exekutive auf Altstädter Elbseite, auf der sich sonst nur Gebäude der Legislative und Judikative befinden. Die Polizei war schon zuvor in der Altstadt untergebracht, im Coselpalais.

## Geschichte

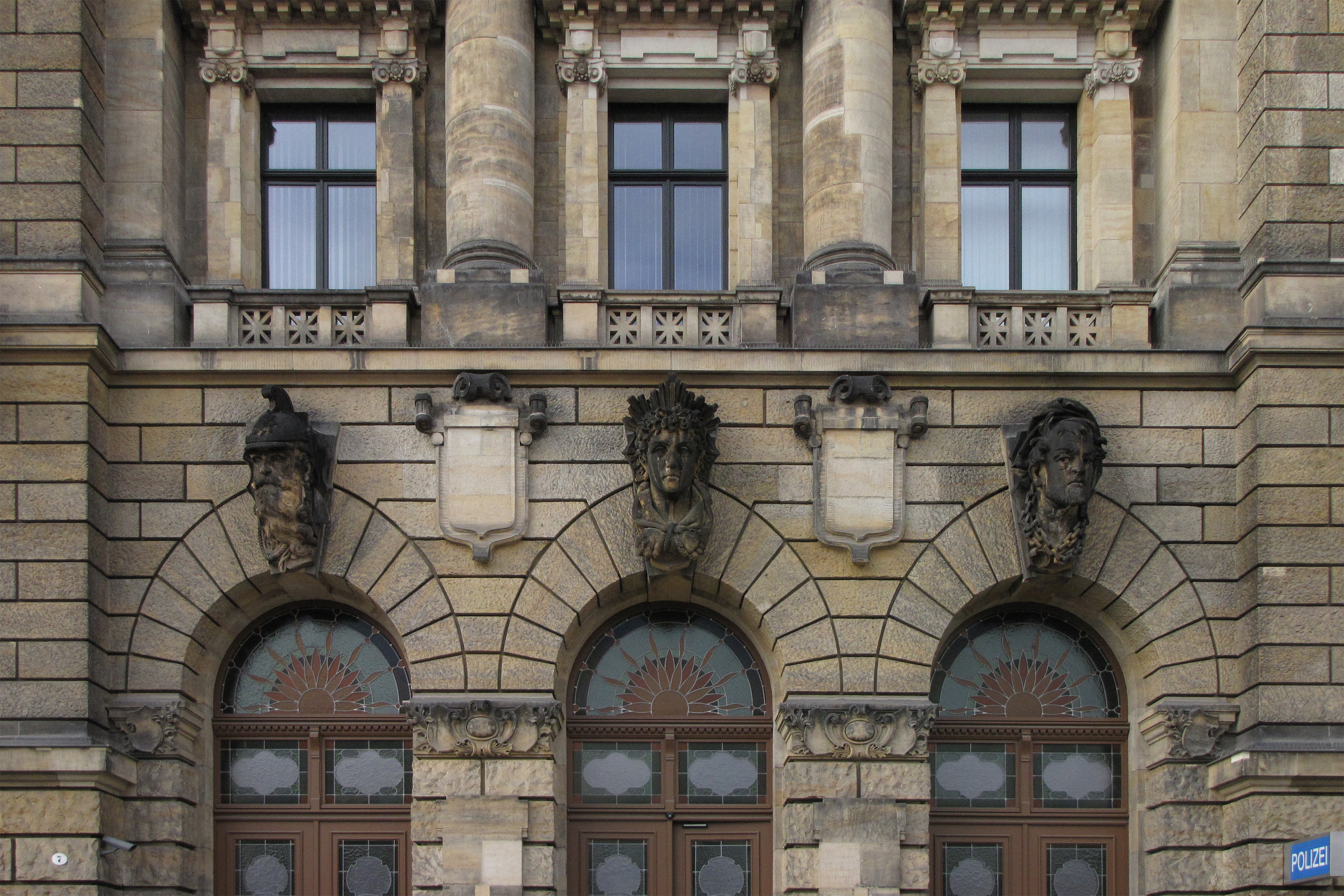
Skulpturen über dem Haupteingang

Das Gebäude gehört (neben der Staatskanzlei) zu den staatlich-repräsentativen Gebäuden des Historismus in Dresden und trägt Stilelemente der Neorenaissance und des Neobarocks. Die beiden runden Haupttürme an den Ecken enthalten auch eine angedeutete Brustwehr und verleihen dem Gebäude einen Festungscharakter. Das Gebäude hat vier Flügel und drei Innenhöfe. Das Hauptportal an der Schießgasse ist somit nicht Giebel eines Hauptflügels, sondern füllt den Raum zwischen den beiden inneren Flügeln.

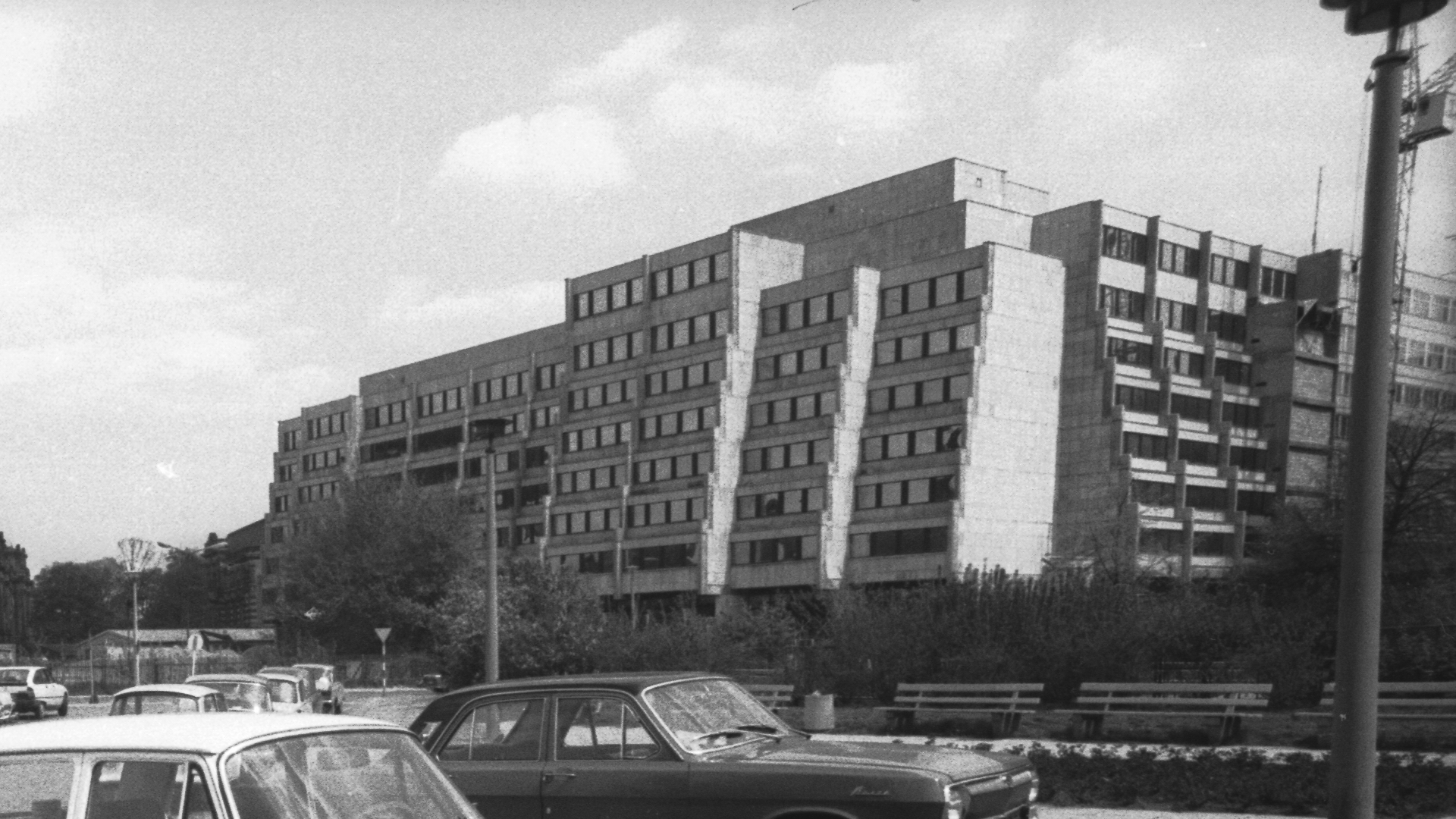
Moderner Anbau der 1980er Jahre am Neumarkt

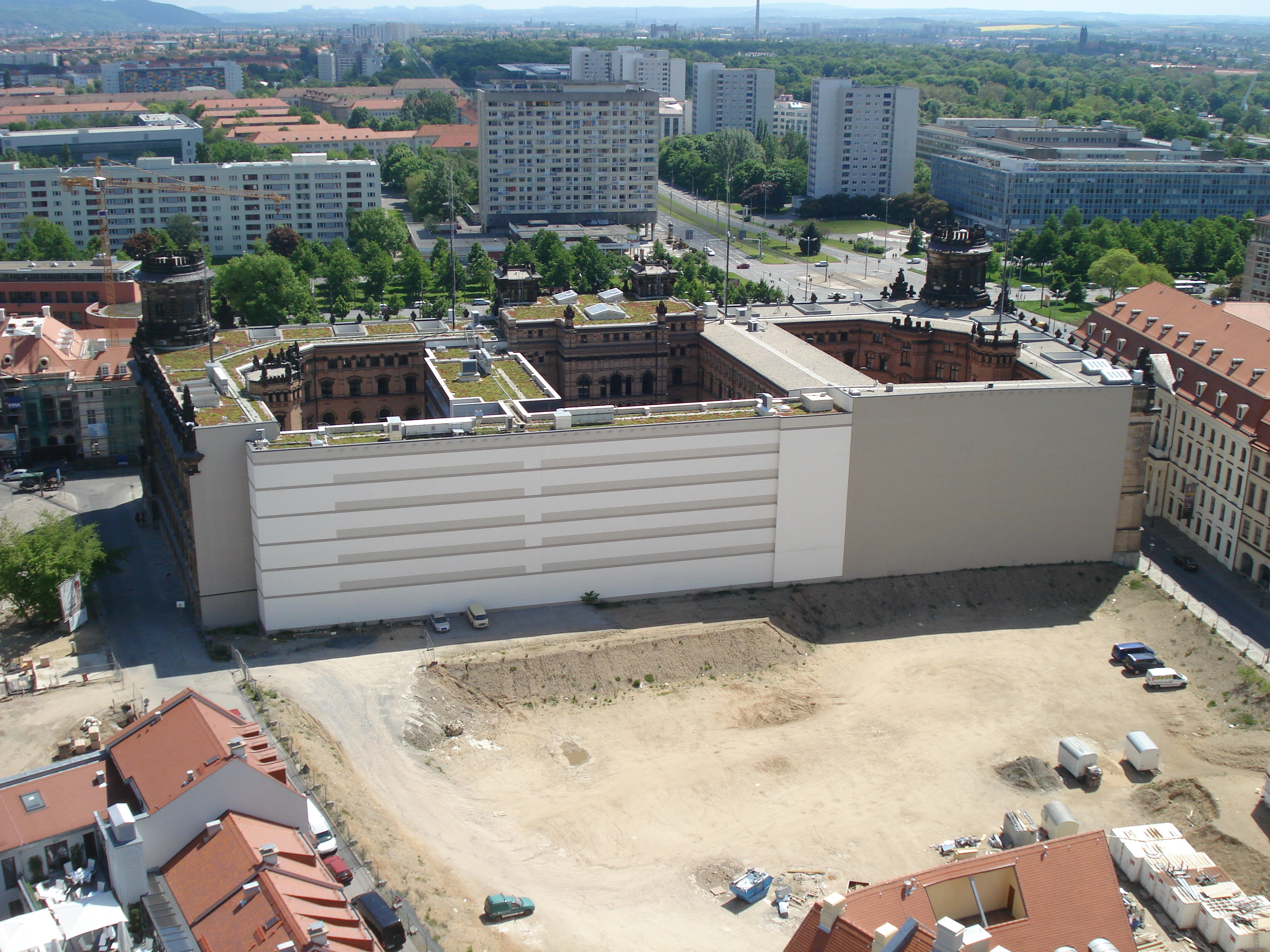
Rückseite des Bauwerks mit dem Baufeld des Quartiers III/2, von der Frauenkirche aus gesehen

An der Rückseite des Gebäudes entstand bis 1983 ein moderner Anbau, der eine gestufte Fassade mit bronzefarbig getönten Fenstern hatte und in industrieller Bauweise entstand. Er wurde im Jahr 2005 abgerissen. Der Bauplatz wird aktuell (2020) durch Bebauung des Quartiers III/2 der Neumarktbebauung gefüllt, wodurch sich eine geschlossen bebaute Fläche zwischen der Schießgasse und dem Neumarkt ergibt.

## Aktuelle Nutzung
Das Gebäude ist Sitz der Polizeidirektion Dresden, zu der vier Polizeireviere auf dem Stadtgebiet Dresdens, drei Polizeireviere im Landkreis Meißen und drei Polizeireviere im Landkreis Sächsische Schweiz-Osterzgebirge gehören. In dem Gebäude sind die Dresdner Inspektionen der Kriminalpolizei und das Polizeimuseum Dresden sowie das Polizeirevier Dresden-Mitte untergebracht. Das Landespolizeipräsidium ist als Abteilung dem Sächsischen Staatsministerium des Innern angegliedert, das im Regierungsviertel der Inneren Neustadt sitzt.